# La oficina
La oficina es una obra de teatro en dos actos de Alfonso Paso, estrenada en 1965.

## Argumento
El argumento gira en torno al enfrentamiento entre un empleado de oficina y su jefe inmediato, hombre tiránico, de nombre Don Ordenancio. El asunto viene provocado por un indidente, en principio, sin trascendencia y provoca que el subordinado se rebele contra los abusos del jefe común.

## Representaciones
- Teatro Cómico, Madrid, 2 de diciembre de 1965.
  - Intérpretes: Antonio Garisa, Pedro Hurtado, Mari Paz Yáñez.

- Televisión, El Teatro, Televisión española, 27 de enero de 1975
  - Intérpretes: José Bódalo, Antonio Casas, Valeriano Andrés, Maite Blasco, Josefina Güell.